# 451

## Evenimente
- Attila a organizat o expediție de jaf în Galia, dar fost învins pe cîmpiile Catalaunice de către generalul german Aetius.
- Bătălia de la Avarayr. Are loc între o armată armeană creștină, condusă de Vardan Mamikonian, și o armată persană sasanidă.

## Decese
- Nestorie, patriarh de Constantinopol (n.c. 386)
- Pei Songzhi, istoric chinez (n. 372)
- Theodoric I, rege al vizigoților (n. 393)